# Rocca di Stellata
La Rocca di Stellata, nota anche come Rocca Possente, è una struttura difensiva fluviale situata a Stellata, frazione di Bondeno, in provincia di Ferrara. Collocata sulla riva meridionale del fiume Po, era collegata alla Rocca Benedetta di Ficarolo, sull'altra sponda fluviale: una catena tirata fra le due rocche fungeva da sbarramento fluviale per motivi difensivi o per imporre il dazio doganale alle navi mercantili.
Dal 1995 è un bene protetto dall'UNESCO all'interno del sito patrimonio dell'umanità Ferrara, città del Rinascimento e il suo Delta del Po.

## Storia e descrizione
Edificata vicino al corso del Po intorno al 1000, permetteva il controllo della navigazione sul fiume. Presenta una pianta a stella a quattro punte e venne ampliata per volontà di Niccolò II d'Este nel 1362. Era dotata di una catena lunga circa 600 metri che la collegava alla rocca di Ficarolo, distrutta dalla furia del fiume nel 1670, permettendo il passaggio controllato delle barche. Nel 1433 il marchese di Ferrara Niccolò III d'Este rinforzò la struttura, che fu attaccata dai veneziani nel 1483 in occasione della guerra di Ferrara e poi fu bruciata dai veneziani nel 1510 e subito ricostruita. Il duca Alfonso II d'Este ne ordinò l'abbattimento nel 1587. Con la fine degli Estensi, l'edificio passò allo Stato della Chiesa. La costruzione attuale venne eretta da papa Urbano VIII nel 1629.
Il terremoto dell'Emilia del 2012 ha prodotto lesioni anche alla rocca di Stellata, per la quale sono stati effettuati lavori di consolidamento. La rocca è stata riaperta al pubblico una prima volta nel 2021 e, dopo ulteriori lavori di restauro, nel 2025.
Il percorso cicloturistico Destra Po fiancheggia la rocca.